# Pandancake

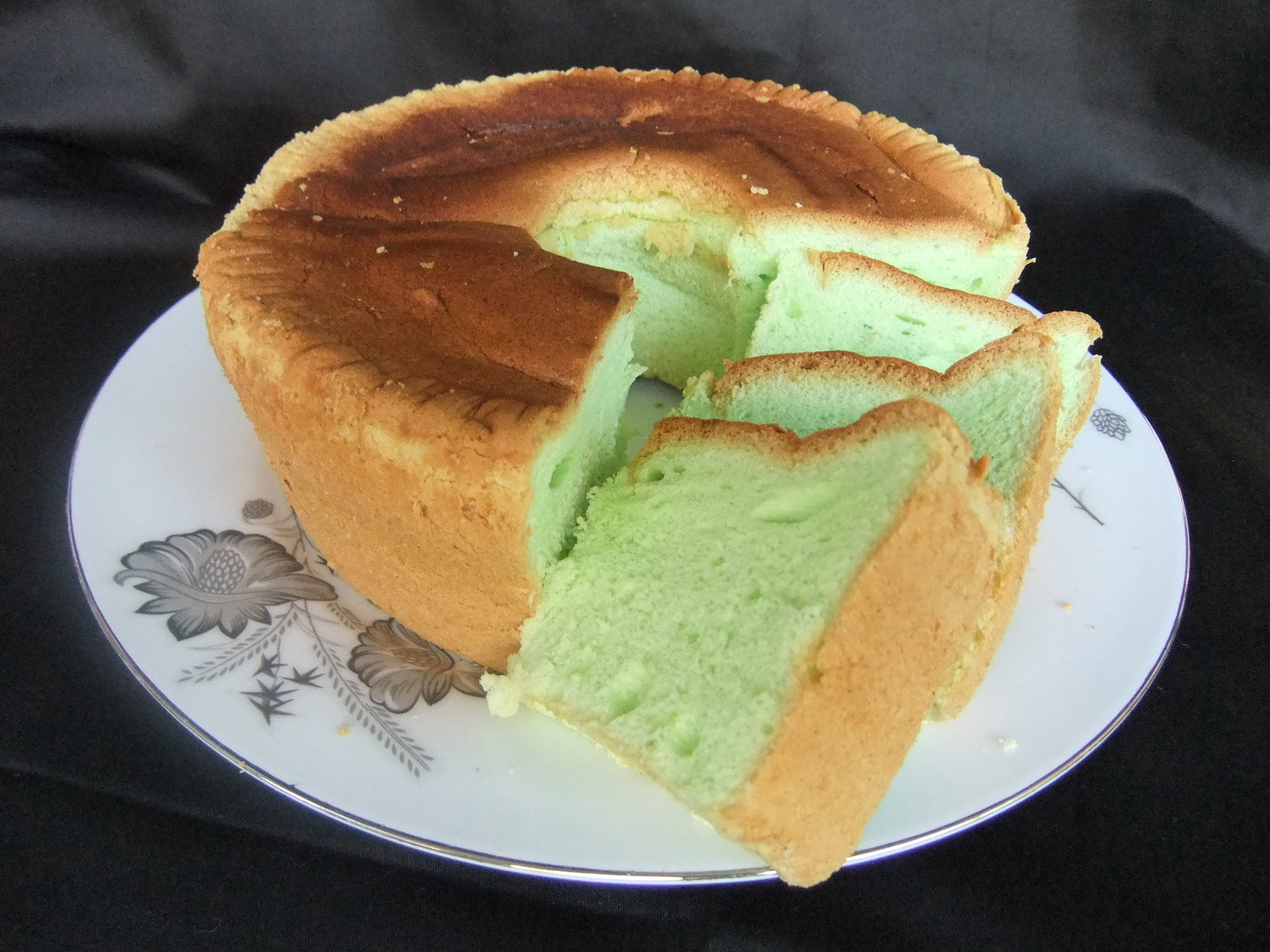
Pandan cake

Pandancake is een sponscake die zijn oorsprong vindt in Indonesië. Kenmerkend is de felgroene kleur van de binnenkant van de cake, die ontstaat door de toevoeging van sap van pandanbladeren. Als deze niet voorhanden zijn, kan dezelfde kleur worden verkregen door gebruik te maken van kleurstoffen.